# Ilinden (Organisation)

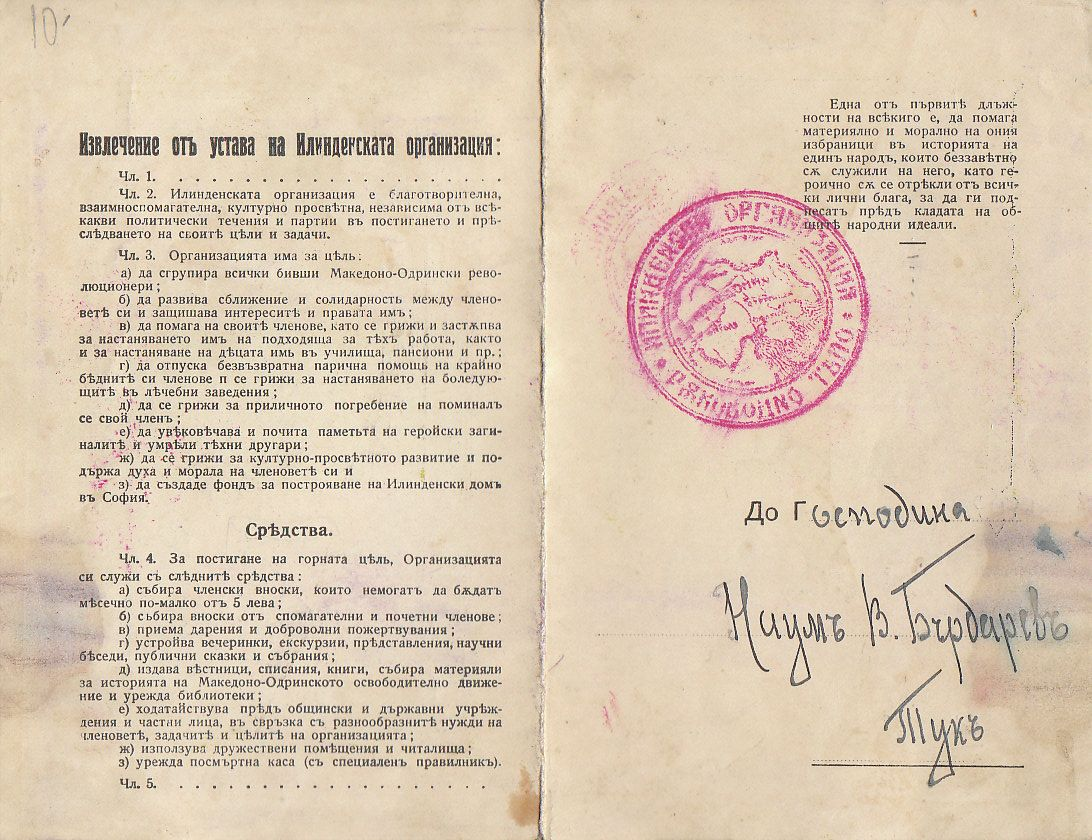
Erste Satzung der Organisation Ilinden

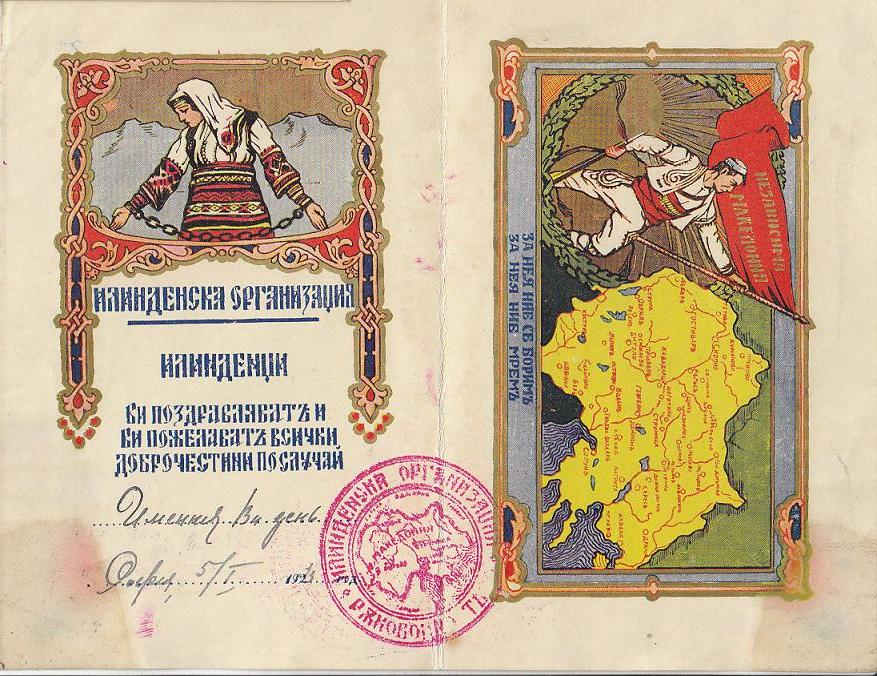
Grußkarte der Organisation Ilinden

Die Organisation Ilinden (bulgarisch Илинденска организация/Ilindenska organisazija), kurz IO war eine Kulturorganisation der makedonischen Bulgaren (bulgarische Flüchtlingen aus der Region Makedonien) und war Mitglied im Bund der Makedonischen Kulturvereine in Bulgarien. Die Organisation existierte zwischen 1921 und 1947, als sie während des kommunistischen Regime auf Druck Jugoslawiens verboten wurde. Sitzt der Organisation war die bulgarische Hauptstadt Sofia.

## Geschichte

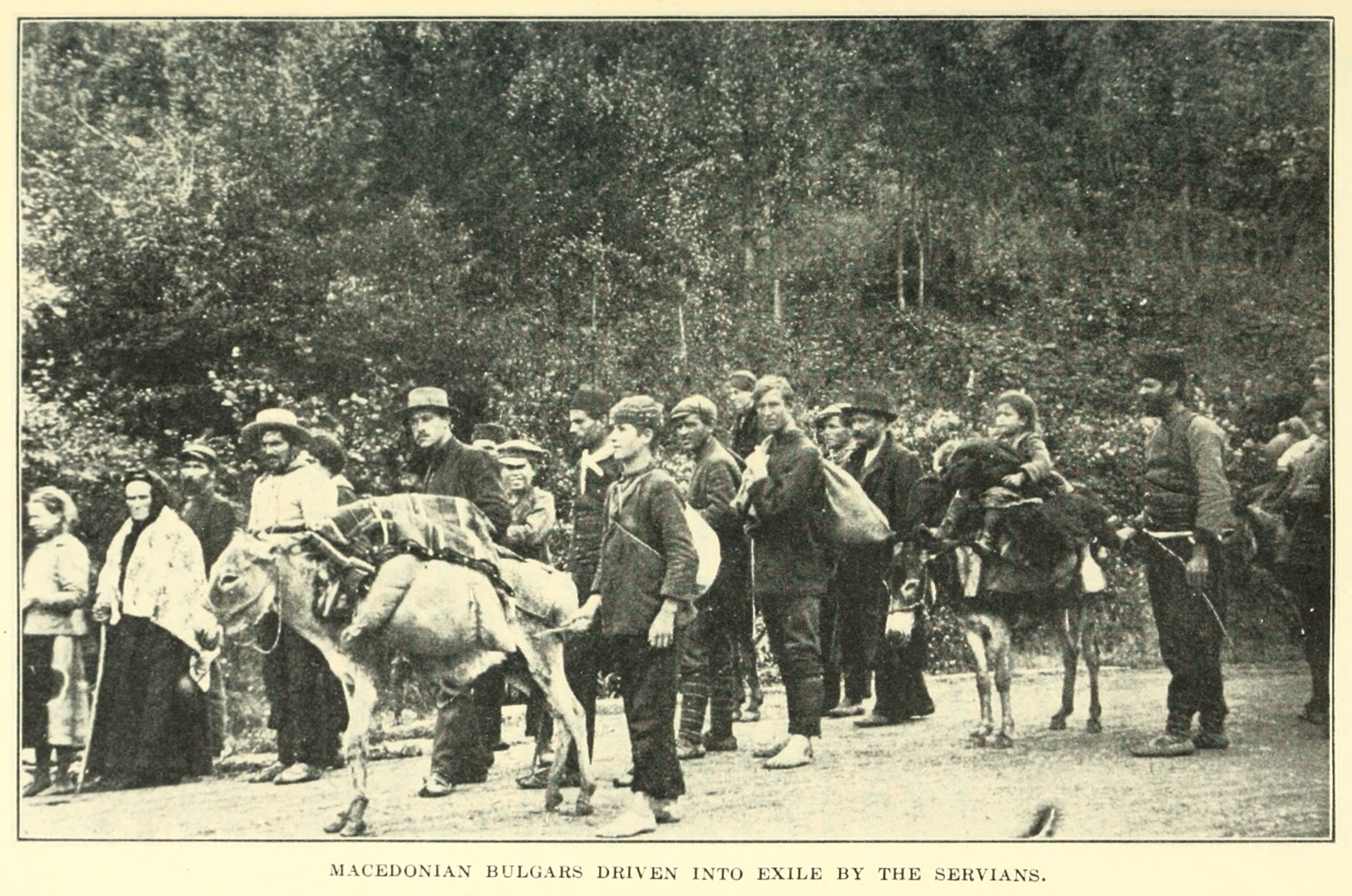
Bulgarische Flüchtlingskolonne aus Makedonien (1914)

Offiziell wurde die Organisation am 16. Dezember 1920 gegründet, von Veteranen des Ilinden-Preobraschenie-Aufstandes und ehemalige Mitgliedern der BMARK. Bulgarien war nach dem verlorenen Ersten Weltkrieg mit Flüchtlingen aus Makedonien überfüllt. Die Organisation Ilinden war gemäß ihrer Satzung eine von anderen politische Parteien und Bewegungen unabhängige Organisation. Der Name der Organisation wurde aus dem Namen des Aufstandes abgeleitet.
Der erste Ortsverein wurde am 3. April 1921 in Sofia mit Krum Sografow als Vereinspräsident gegründet. Bald nach der Gründung der Organisation konnte sie im ganzen Land lokale Ilinden-Vereine unter den Flüchtlingen aufbauen. Bis Ende 1922 konnten 31 Ortsvereine mit ca. 4340 Mitgliedern gebildet werden. Die Organisation Ilinden fundierte vielmehr als eine Dachorganisation der lokalen Kulturvereine. Im Januar 1923 konnte dann die Gründungsversammlung in Sofia abgehalten werden. Die Organisation wurde danach von einem siebenköpfigen Gremium geleitet. Während der Versammlung wurde die Gründung der Zeitung Ilinden (1921–1926) mit Chefredakteur Arsenij Jowkow beschlossen. Spätere organisationsnahe Druckmedien waren die Zeitungen „20. Juli“ (bulg. 20 юли) und „Pirin“ (bulg. Пирин, benannt nach dem Pirin-Gebirge), sowie die Zeitschrift Ilinden (1927–1944).
Ein Jahr später forderte Todor Alexandrow, Vorsitzender der IMRO (Nachfolgeorganisation der BMARK) mehrmals den Rauswurf von Arsenij Jowkow und Georgi Zankow aus der Organisation Ilinden. Alexandrow verdächtigte sie in Verbindung zu den kommunistischen Kräften, welche zu diesem Zeitpunkt versuchten beiden Organisationen zu unterwandern. Todor Alexandrow wurde am 31. August 1924 ermordet. Sein Nachfolger an der Spitze der IMRO, Iwan Michajlow verdächtigte daraufhin auch die Führung der IO und ließ sie verfolgen.
Nach dem Putsch vom 19. Mai 1934 wurden alle Organisationen, Partien und Vereinigungen in Bulgarien verboten. Dieses Verbot galt auch für die IO, jedoch konnten sie ihrer Tätigkeit eingeschränkt nachgehen. Nach dem Ende des Zweiten Weltkrieges und die Machtergreifung der Kommunisten in Bulgarien wurde 1944 die Ausgabe der Zeitschrift Ilinden. Am 21. Juli 1945 wurde unter dem Druck der Bulgarischen Kommunistischen Partei (kurz BKP) eine neue Führung gewählt. Die neue Führung, welche gegenüber der BKP loyal war, entschied darauf den Eintritt der IO in der Vaterländischen Front. Als die BKP die Entscheidungen der Kommunistischen Internationale im Bezug des Nation Building der Mazedonischen Nation umsetzte und die Bevölkerung der geographischen Region Makedonien in Bulgarien, sowie die makedonischen Bulgaren zur Mazedonier proklamieren ließ, wurde die Organisation Ilinden auf Druck der jugoslawischen Kommunisten verboten. Zu diesem Zeitpunkt wurde auch eine Eingliederung Bulgariens in Jugoslawien zwischen den Kommunistenführern Georgi Dimitrow und Tito diskutiert, jedoch nach dem Eingriff Stalins nicht verwirklicht. Später kehrte die bulgarische KP von der „pro-mazedonische“ Politik ab und die Bevölkerung des bulgarischen Teil Makedoniens erhielt ihr Recht auf Selbstbestimmung zurück, das Verbot gegenüber der Organisation Ilinden blieb jedoch in Kraft.